# Eddie Blay
Edward „Eddie” Blay (ur. 9 listopada 1937 w Akrze, zm. 15 października 2006 tamże) – ghański bokser kategorii lekkopółśredniej, brązowy medalista letnich igrzysk olimpijskich w Tokio w 1964.
Na letnich igrzyskach olimpijskich 1960 w Rzymie startował w kategorii lekkiej.